# Saint-Eustache-la-Forêt
Saint-Eustache-la-Forêt ist eine französische Gemeinde mit 1.213 Einwohnern (Stand: 1. Januar 2022) im Département Seine-Maritime in der Region Normandie. Die Gemeinde gehört zum Arrondissement Le Havre und zum Kanton Bolbec. Die Einwohner werden Saint-Eustachais genannt.

## Geografie
Saint-Eustache-la-Forêt liegt im Pays de Caux, etwa 20 Kilometer ostnordöstlich von Le Havre. Umgeben wird Saint-Eustache-la-Forêt von den Nachbargemeinden Saint-Jean-de-la-Neuville im Norden und Nordwesten, Bolbec im Norden und Nordosten, Saint-Antoine-la-Forêt im Osten und Südosten, Mélamare im Süden und Westen sowie Les Trois-Pierres im Westen und Nordwesten.
| Bevölkerungsentwicklung   | Bevölkerungsentwicklung | Bevölkerungsentwicklung | Bevölkerungsentwicklung | Bevölkerungsentwicklung | Bevölkerungsentwicklung | Bevölkerungsentwicklung | Bevölkerungsentwicklung | Bevölkerungsentwicklung |
| ------------------------- | ----------------------- | ----------------------- | ----------------------- | ----------------------- | ----------------------- | ----------------------- | ----------------------- | ----------------------- |
| Jahr                      | 1962                    | 1968                    | 1975                    | 1982                    | 1990                    | 1999                    | 2006                    | 2013                    |
| Einwohner                 | 733                     | 739                     | 1178                    | 1184                    | 1217                    | 1180                    | 1234                    | 1051                    |
| Quelle: Cassini und INSEE |                         |                         |                         |                         |                         |                         |                         |                         |

## Sehenswürdigkeiten
- Kirche Saint-Eustache (Kapelle von Le Val-d’Arques) aus dem 16. Jahrhundert, seit 1926 Monument historique
- Schloss Saint-Eustache-la-Forêt, seit 1963 Monument historique
- Schloss Le Val-d’Arques, seit 1972 Monument historique

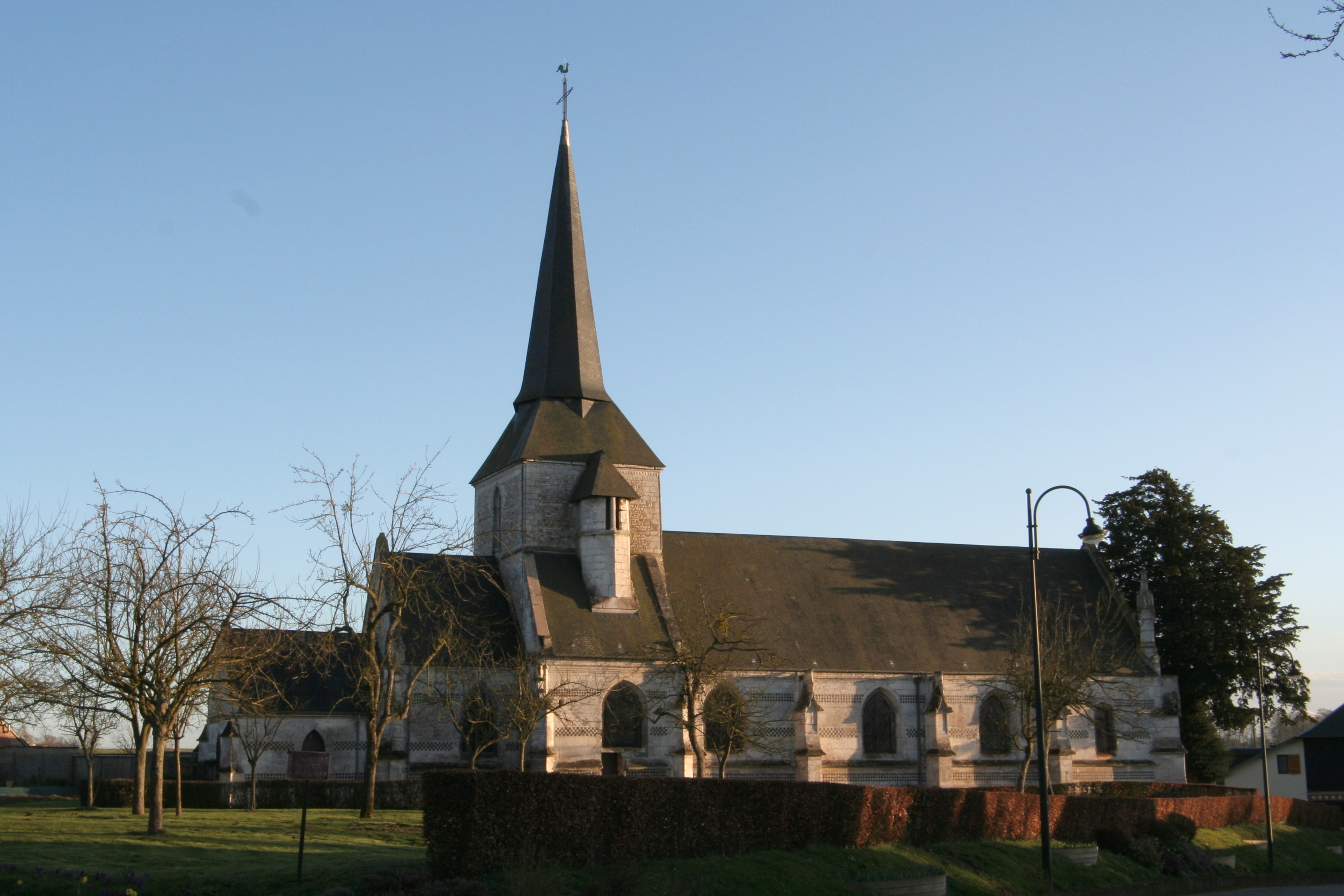
Kirche Saint-Eustache